# Colyford
Colyford est une ville d'Angleterre dans le Devonshire.

## Géographie
Elle est située dans le East Devon, près de Colyton.